# Миринзал

Миринзал на карте штата.

Миринзал (порт. Mirinzal) — муниципалитет в Бразилии, входит в штат Мараньян. Составная часть мезорегиона Север штата Мараньян. Входит в экономико-статистический микрорегион Литорал-Осидентал-Мараньенси. Население составляет 14 218 человек на 2016 год. Занимает площадь 687,748 км². Плотность населения — 20,67 чел./км².

## Демография
Согласно сведениям, собранным в ходе переписи 2016 г. Национальным институтом географии и статистики (IBGE), население муниципалитета составляет:
| Полное население                               | Полное население                               | Полное население                               | Полное население                               | 14 218 |
| ---------------------------------------------- | ---------------------------------------------- | ---------------------------------------------- | ---------------------------------------------- | ------ |
| в том числе:                                   | Городское население                            | 9031                                           | Процент городского населения, %                | 63,52  |
|                                                | Сельское население                             | 5187                                           | Процент сельского населения, %                 | 36,48  |
|                                                | Мужское население                              | 7287                                           | Процент мужского населения, %                  | 51,25  |
|                                                | Женское население                              | 6931                                           | Процент женского населения, %                  | 48,75  |
| Плотность населения, чел/км²                   | Плотность населения, чел/км²                   | Плотность населения, чел/км²                   | Плотность населения, чел/км²                   | 20,67  |
| Население муниципалитета в % к населению штата | Население муниципалитета в % к населению штата | Население муниципалитета в % к населению штата | Население муниципалитета в % к населению штата | 0,22   |

По данным оценки 2016 года, население муниципалитета составляет 14 632 жителя.

## Статистика
- Валовой внутренний продукт на 2014 год составляет 65 576 000 реалов (данные: Бразильский институт географии и статистики)[1].
- Валовой внутренний продукт на душу населения на 2014 год составляет 4500,76 реалов (данные: Бразильский институт географии и статистики)[1].
- Индекс человеческого развития на 2010 год составляет 0,622 (данные: Программа развития ООН)[2].